# رینالدز استور (ویرجینیا)
رینالدز استور (به انگلیسی: Reynolds Store) یک منطقهٔ مسکونی در ایالات متحده آمریکا است که در شهرستان فردریک، ویرجینیا واقع شده‌است.